# Legrand
Legrand es un grupo industrial francés históricamente establecido en Limoges, y es uno de los líderes mundiales en productos y sistemas para instalaciones eléctricas y redes de información.
Legrand ha seguido creciendo gracias a más de 140 adquisiciones dirigidas en todo el mundo para convertirse en líder mundial en equipos eléctricos, con más de 215.000 referencias de productos, ubicaciones en 90 países y ventas en 180 países en 2017 en los cinco continentes. En 2011, Legrand fue el número 1 mundial en enchufes e interruptores con el 20% del mercado mundial y el número 1 mundial en gestión de cables (15% del mercado mundial) y generó el 76% de sus ventas en el exterior (35% en países emergentes).